# Mistrzostwa Świata w Kolarstwie Torowym 2020
117. Mistrzostwa Świata w Kolarstwie Torowym 2020 – zawody sportowe, które odbyły się w dniach 26 lutego–1 marca 2020 roku, na torze kolarskim Velodrom w Berlinie.

## Medaliści

### Mężczyźni
| Konkurencja                        | Data      | Złoto                                                                             | Srebro                                                                                   | Brąz                                                                                            |
| ---------------------------------- | --------- | --------------------------------------------------------------------------------- | ---------------------------------------------------------------------------------------- | ----------------------------------------------------------------------------------------------- |
| Sprint indywidualny                | 1 marca   | Harrie Lavreysen                                                                  | Jeffrey Hoogland                                                                         | Azizulhasni Awang                                                                               |
| Wyścig na 1000 metrów              | 28 lutego | Sam Ligtlee                                                                       | Quentin Lafargue                                                                         | Michaël D’Almeida                                                                               |
| Wyścig indywidualny na dochodzenie | 28 lutego | Filippo Ganna                                                                     | Ashton Lambie                                                                            | Corentin Ermenault                                                                              |
| Wyścig drużynowy na dochodzenie    | 27 lutego | Dania Lasse Norman Hansen · Julius Johansen · Frederik Madsen · Rasmus Pedersen   | Nowa Zelandia Campbell Stewart · Corbin Strong · Aaron Gate · Jordan Kerby · Regan Gough | Włochy Simone Consonni · Filippo Ganna · Francesco Lamon · Jonathan Milan · Michele Scartezzini |
| Sprint drużynowy                   | 26 lutego | Holandia Roy van den Berg · Harrie Lavreysen · Jeffrey Hoogland · Matthijs Büchli | Wielka Brytania Ryan Owens · Jack Carlin · Jason Kenny                                   | Australia Thomas Cornish · Nathan Hart · Matthew Richardson                                     |
| Keirin                             | 27 lutego | Harrie Lavreysen                                                                  | Yuta Wakimoto                                                                            | Azizulhasni Awang                                                                               |
| Scratch                            | 27 lutego | Jauhienij Karalok                                                                 | Simone Consonni                                                                          | Sebastián Mora                                                                                  |
| Wyścig punktowy                    | 28 lutego | Corbin Strong                                                                     | Sebastián Mora                                                                           | Roy Eefting                                                                                     |
| Madison                            | 1 marca   | Dania Lasse Norman Hansen · Michael Mørkøv                                        | Nowa Zelandia Campbell Stewart · Aaron Gate                                              | Niemcy Roger Kluge · Theo Reinhardt                                                             |
| Omnium                             | 29 lutego | Benjamin Thomas                                                                   | Jan-Willem van Schip                                                                     | Matthew Walls                                                                                   |

### Kobiety
| Konkurencja                        | Data      | Złoto                                                                          | Srebro                                                                          | Brąz                                                                 |
| ---------------------------------- | --------- | ------------------------------------------------------------------------------ | ------------------------------------------------------------------------------- | -------------------------------------------------------------------- |
| Sprint indywidualny                | 28 lutego | Emma Hinze                                                                     | Anastasija Wojnowa                                                              | Lee Wai Sze                                                          |
| Wyścig na 500 metrów               | 29 lutego | Lea Friedrich                                                                  | Jessica Salazar                                                                 | Miriam Vece                                                          |
| Wyścig indywidualny na dochodzenie | 29 lutego | Chloé Dygert Owen                                                              | Lisa Brennauer                                                                  | Franziska Brauße                                                     |
| Wyścig drużynowy na dochodzenie    | 27 lutego | Stany Zjednoczone Jennifer Valente · Chloé Dygert · Emma White · Lily Williams | Wielka Brytania Elinor Barker · Katie Archibald · Ellie Dickinson · Laura Kenny | Niemcy Franziska Brauße · Lisa Brennauer · Lisa Klein · Gudrun Stock |
| Sprint drużynowy                   | 26 lutego | Niemcy Pauline Grabosch · Emma Hinze · Lea Friedrich                           | Australia Kaarle McCulloch · Stephanie Morton                                   | Chiny Chen Feifei · Zhong Tianshi                                    |
| Keirin                             | 1 marca   | Emma Hinze                                                                     | Lee Hye-jin                                                                     | Stephanie Morton                                                     |
| Scratch                            | 26 lutego | Kirsten Wild                                                                   | Jennifer Valente                                                                | Maria Martins                                                        |
| Wyścig punktowy                    | 1 marca   | Elinor Barker                                                                  | Jennifer Valente                                                                | Anita Stenberg                                                       |
| Madison                            | 29 lutego | Holandia Kirsten Wild · Amy Pieters                                            | Francja Clara Copponi · Marie Le Net                                            | Włochy Letizia Paternoster · Elisa Balsamo                           |
| Omnium                             | 28 lutego | Yumi Kajihara                                                                  | Letizia Paternoster                                                             | Daria Pikulik                                                        |

### Klasyfikacja medalowa
| Miejsce | Reprezentacja     |    |    |    | Razem |
| ------- | ----------------- | -- | -- | -- | ----- |
| 1.      | Holandia          | 6  | 2  | 1  | 9     |
| 2.      | Niemcy            | 4  | 1  | 3  | 8     |
| 3.      | Stany Zjednoczone | 2  | 3  | 0  | 5     |
| 4.      | Dania             | 2  | 0  | 0  | 2     |
| 5.      | Włochy            | 1  | 2  | 3  | 6     |
| 6.      | Francja           | 1  | 2  | 2  | 5     |
| 7.      | Wielka Brytania   | 1  | 2  | 1  | 4     |
| 8.      | Nowa Zelandia     | 1  | 2  | 0  | 3     |
| 9.      | Japonia           | 1  | 1  | 0  | 2     |
| 10.     | Białoruś          | 1  | 0  | 0  | 1     |
| 11.     | Australia         | 0  | 1  | 2  | 3     |
| 12.     | Hiszpania         | 0  | 1  | 1  | 2     |
| 13.     | Meksyk            | 0  | 1  | 0  | 1     |
| 13.     | Rosja             | 0  | 1  | 0  | 1     |
| 13.     | Korea Południowa  | 0  | 1  | 0  | 1     |
| 16.     | Malezja           | 0  | 0  | 2  | 2     |
| 17.     | Chiny             | 0  | 0  | 1  | 1     |
| 17.     | Hongkong          | 0  | 0  | 1  | 1     |
| 17.     | Norwegia          | 0  | 0  | 1  | 1     |
| 17.     | Polska            | 0  | 0  | 1  | 1     |
| 17.     | Portugalia        | 0  | 0  | 1  | 1     |
| Łącznie | Łącznie           | 20 | 20 | 20 | 60    |